# Castillo de la Viñaza
El castillo de Arenós o de la Viñaza se encuentra en el término municipal de Puebla de Arenoso, en la comarca del Alto Mijares, Comunidad Valenciana, junto al Embalse de Arenós. Es un Bien de Interés Cultural, por declaración genérica, con código: R-Y-51-0011051, y anotación ministerial datada el 8 de mayo de 2003.

## Historia
La fortificación se encuentra a la cumbre de un promontorio en el cual se han excavado restos de cerámicas de la Edad de Bronce y de la época ibera. El castillo de Arenós, sin embargo, es de origen islámico. La primera mención escrita aparece en un fuero de Teruel de 1177.
Perteneció al rey almohade de Valencia, Zayd Abu Zayd, quién fue señor de las tierras de la comarca del Alto Mijares después de la conquista de Jaime I de Aragón. Convertido al cristianismo, cedió el castillo como pieza en el matrimonio de su hija Alda con Blasc Ximénez de Arenós hijo de Ximén Pérez de Arenós, caballero y lugarteniente del rey aragonés, quién los concedió el título de barones de Arenós. Dos siglos después, el 1464, el monarca Juan II de Aragón confiscó la baronía a Jaime de Arenós, debido a un enfrentamiento entre los dos, y la entregó, con el título de Villahermosa del Río, a su hijo Alfonso. Arenós, sin embargo, trató de resistir por las armas en 1476.

## El castillo
Actualmente, el castillo de Arenós se encuentra en un estado bastante deteriorado. Se pueden observar dos recintos, con restos islámicos y cristianos. El recinto superior se encuentra en el centro del cerro, sobre una plataforma de rocas saliente que se han adaptado con albañilería para darle forma rectangular. En este espacio se levanta una torre semicircular, con saeteras. Al otro extremo, hay una segunda torre, cuadrada, desmochada parcialmente y hecha con masonería y sillares angulares. Ambas torres están unidas por cortinas.

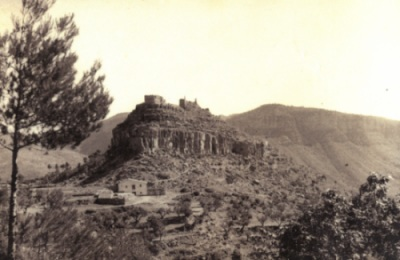
Fotografía antigua.
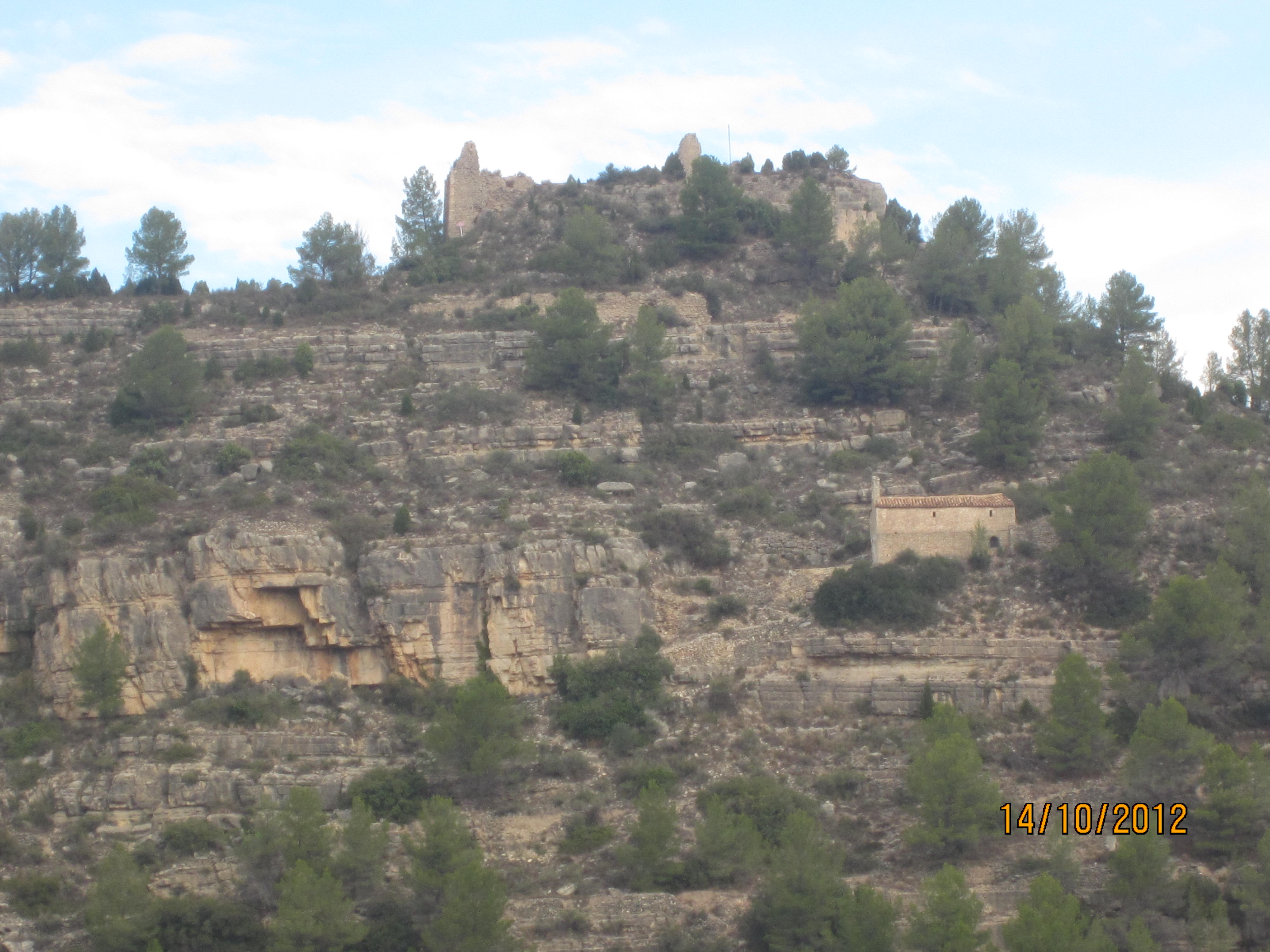
Ermita, aljibes y Castillo.
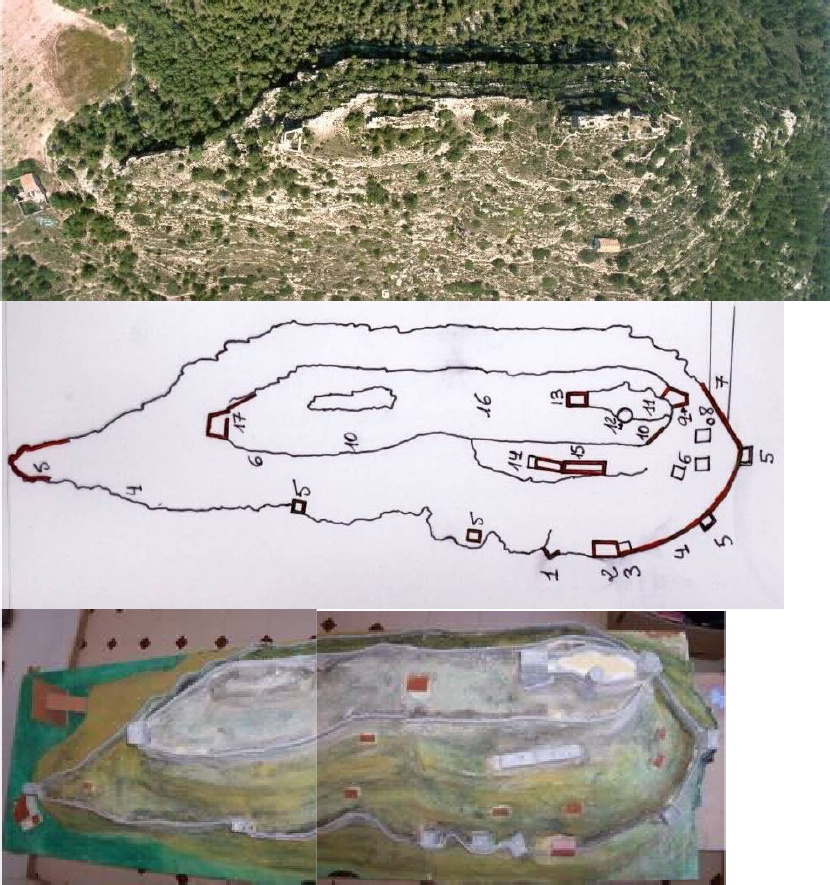
Plano y maqueta.
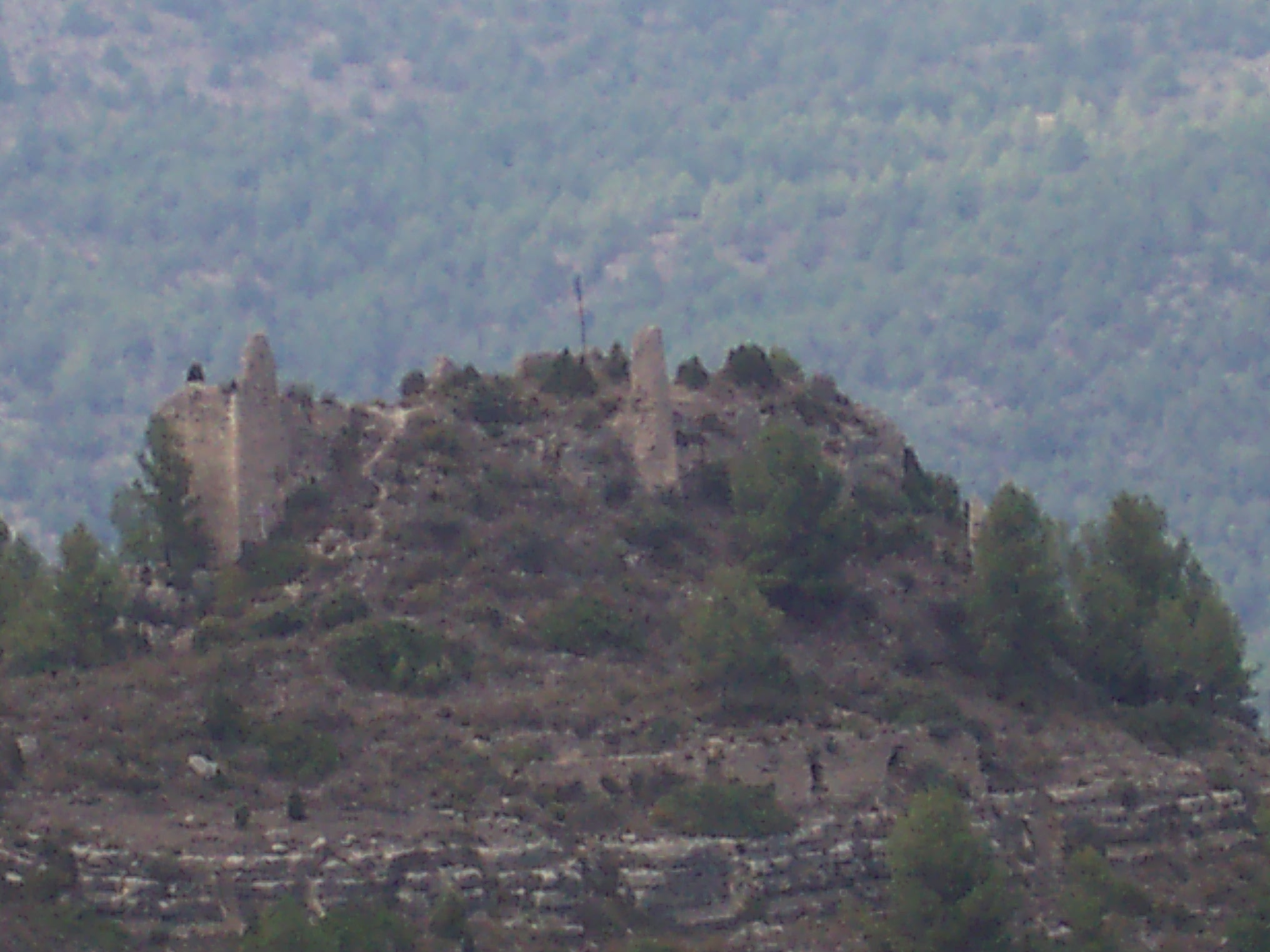
Parte superior del Castillo.
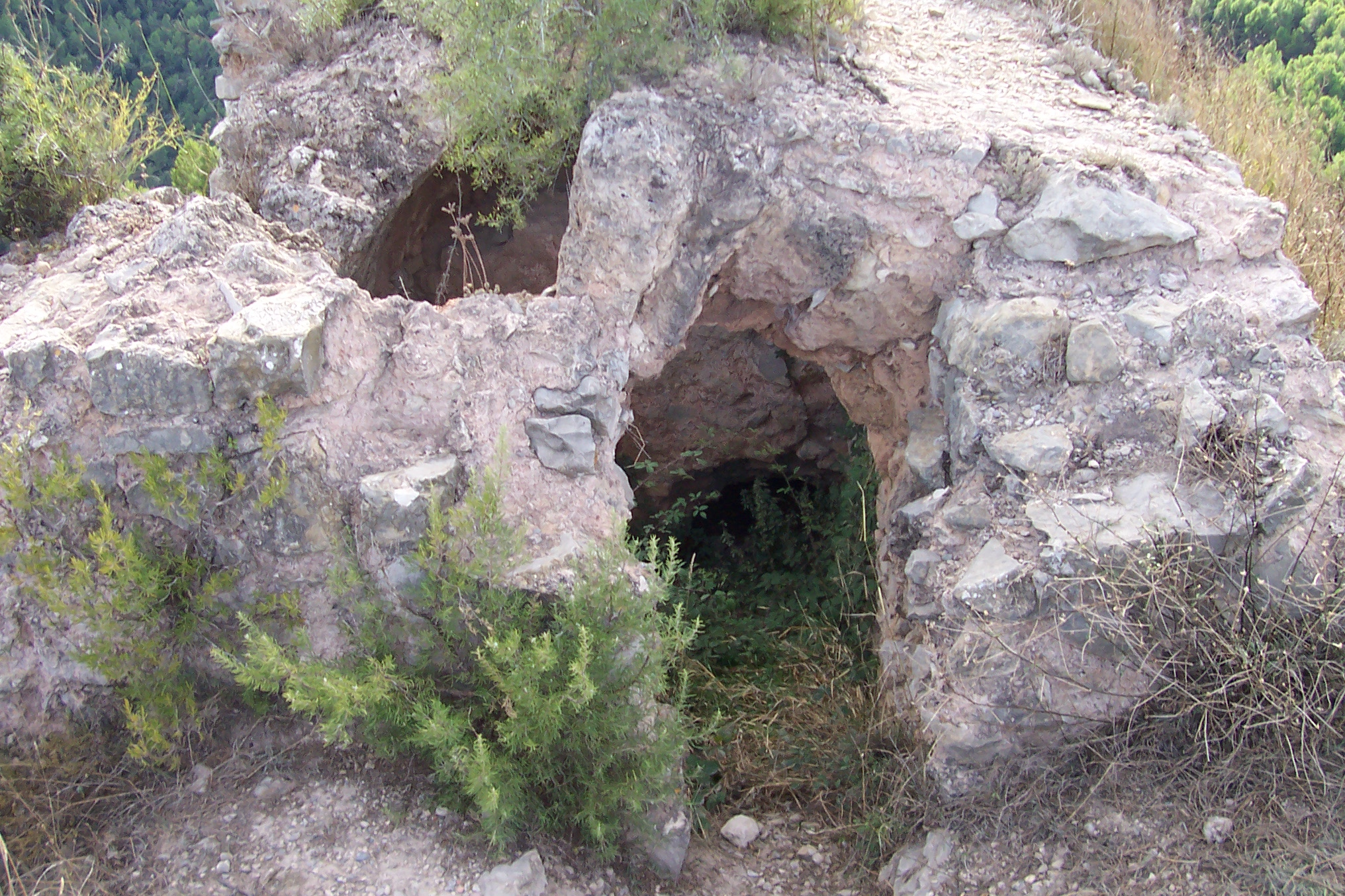
Torre del homenaje.
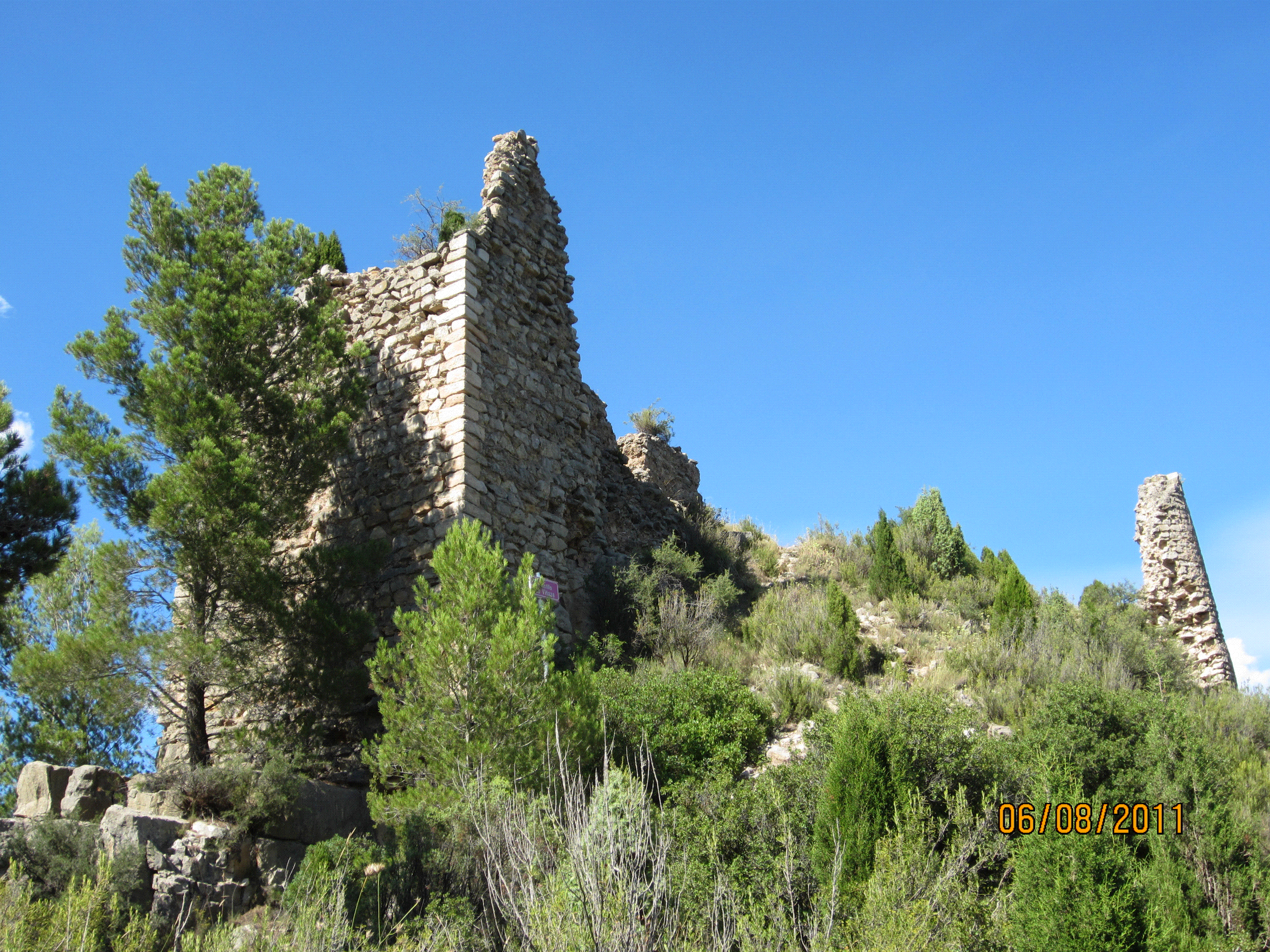
Torre del homenaje.

Abajo, hay la muralla del recinto inferior, al lado de la plataforma rocosa. Destaca una torre, de planta cuadrada, la mejor conservada, con almenas, orientada al sudeste, con dos aljibes, y unas cortinas, también con almenas, construidas en tapia.
En el camino de acceso a la fortificación, según se sube por el promontorio, se observan restos de los lienzos de muralla y los restos de varias torres. Al final de la senda se levantaba el portal de entrada, que se derrocó para la construcción de la ermita de Nuestra Señora de Ángeles, del siglo XIV, ubicada en la falda del cerro.
El castillo documentalmente se ha llamado de Arenós pero en el pueblo ha tomado el nombre de la masía de La Viñaza que existe en la falda de la fortaleza.